# Stazione di Suzzara
Stazione di Suzzara vasútállomás Olaszországban, Lombardia régióban, Suzzara településen.

## Vasútvonalak
Az állomást az alábbi vasútvonalak érintik:
- Verona-Mantova-Modena-vasútvonal
- Parma-Suzzara-vasútvonal
- Suzzara–Ferrara-vasútvonal

## Kapcsolódó állomások
A vasútállomáshoz az alábbi állomások vannak a legközelebb:
- Stazione di Palidano (Stazione di Modena, Verona-Mantova-Modena-vasútvonal)
- Suzzara Vie Nuove railway stop (Stazione di Ferrara, Suzzara–Ferrara-vasútvonal)
- Stazione di Codisotto (Stazione di Parma, Parma-Suzzara-vasútvonal)
- Stazione di Romanore (Stazione di Verona Porta Nuova, Verona-Mantova-Modena-vasútvonal)